# José Pío Aza
Fray José Pío Aza Martínez O. P. (Pola de Lena, Asturias 1865 - Quillabamba, La Convención 1938). Misionero dominico español, estudioso de las etnias amazónicas de la cuenca del Madre de Dios.

## Biografía
En 1899 se ordenó sacerdote y durante un tiempo se dedicó a la enseñanza en diversos colegios de su orden, hasta que 1906 fue destinado a las misiones que la Orden de Predicadores tenía en el Perú.
En el país americano, simultaneó las labores apostólicas con el estudio etnológico de las tribus indias del territorio denominado Hoya Amazónica, sobre las que publicó numerosos trabajos en volumen y en revistas especializadas como la titulada Misiones dominicas del Perú (1921-1923), Boletín de la Sociedad Geográfica de Lima (1924) y La Opinión Nacional (1923-1924). Este misionero dominico tiene el mérito de haber dado a conocer al mundo la geografía de la región de Madre de Dios, situada en la Amazonia de Perú, cerca de la frontera con Bolivia y Brasil. Fray José Pío exploró, en la primera década del siglo XX, los grandes ríos de Madre de Dios, que hasta entonces no aparecían en la cartografía oficial.
En su polifacética actividad, además de sus aportaciones geográficas, antropológicas y etnológicas, hay que destacar su diccionario y gramática de la lengua machinguenga, que con el título de Estudio de la lengua machinguenga publicó Aza, en Lima, en 1932. El dominico lenense se aproximó al máximo al ideal paulista de acercar la palabra de Dios en el idioma de los adoctrinados. Los trabajos lingüísticos de Aza demostraron que dicha lengua, hablada por las tribus que habitaban la selva peruana de Madre de Dios, presentaba el mismo grado de complejidad que las llamadas lenguas civilizadas, rompiendo falsos mitos como el que señalaba que las lenguas amerindias no distinguían géneros gramaticales o carecían de pronombres relativos.
Fray José Pío Aza, quien rechazó el nombramiento de obispo para continuar como misionero de a pie, se distinguió también por una intensa defensa de los pueblos indígenas, contra los intereses de los caucheros que explotaban las riquezas de la selva. Asimismo, se opuso a que los niños nativos fueran separados de sus padres para ir a un internado.
En vida y póstumamente, sus principales obras son:
- La lengua de los salvajes machiguengas (1921)
- De las tribus salvajes del Amazonas (1922)
- Origen de las tribus salvajes del Amazonas (1923)
- La tribu machiguenga (1923)
- Vocabulario español machiguenga (1923-24)
- Estudio sobre la lengua machiguenga (1924)
- Estudio sobre la lengua machiguenga. Edición, introducción y notas de G. González (2005)

Libros y artículos del P. José Pío Aza:
- Un documento revelador (1919)
- La Lengua Machiguenga (1921)
- Apuntes para la historia del Madre de Dios (1922)
- Extracto de la memoria de las Misiones (1923)
- Origen de las tribus salvajes del Amazonas (1923)
- Vocabulario Machiguenga (1923)
- La tribu Machiguenga (1923)
- Gramática machiguenga (1923)
- Crítica a la obra del Dr. Ffarabee (1924)
- Alturas sobre el nivel del mar en Madre de Dios (1924)
- De re philologica (1927)
- Hidrografía del departamento de Madre de Dios (1927)
- Folklore de los salvajes machiguengas (1927)
- La tribu huaraya (1930)
- Lenguas de civilizados y salvajes (1930)
- El verbo en las lenguas cultas y en la de los salvajes (1931)
- Misión San José de Koribeni (1932
- La tribu Arasairi y su idioma (1933)
- Vocabulario Arasairi o Mashco (1935)
- En aguas del Piedras y del Purús (1936)